# بیابان سیمپسون
بیابان سیمپسون یک گستره خشک بزرگ با دشت‌هایی با شن سرخ و تپه‌های شنی در قلمروی شمالی و شمال مناطق کوئینزلند و استرالیای جنوبی در استرالیای مرکزی است.این بیابان چهارمین بیابان بزرگ استرالیا با گستره‌ای بالغ بر ۱۷۶٬۵۰۰ کیلومتر مربع و بزرگترین صحرای شن روان در جهان است.